# Parzania
Treść tego artykułu może nie być zgodna z zasadami neutralnego punktu widzenia.
Dokładniejsze informacje o tym, co należy poprawić, być może znajdują się w dyskusji tego artykułu.
 Po wyeliminowaniu niedoskonałości należy usunąć szablon [[Szablon:Dopracować|]] z tego artykułu.
Parzania (ang. Heaven & Hell On Earth) – nagrodzony dramat indyjski z 2007 roku z Naseeruddin Shahem w roli głównej. Reżyserem, scenarzystą i producentem filmu jest Rahul Dholakia. Opowiada on opartą na faktach historię 10-letniego Parsa Azhara Mody (w filmie nazwanego Parzaan). Chłopiec zaginął podczas pogromu muzułmanów dokonanego przez hindusów 28 lutego 2002 roku w Gujaracie w reakcji na podpalenie przez muzułmańskich ekstremistów pociągu z 58 hindusami wracającymi z pielgrzymki. Film powstał w oparciu o prawdziwe zdarzenia podczas zamieszek na tle religijnym w Ahmadabadzie. Ten film to krzyk krzywdy i bezsilności ludzi, którzy są mordowani, bo inaczej wierzą w Boga. To żal o to, że prawo i policja świadomie nie chroniły swoich obywateli, że politycy w swoich rozgrywkach wzniecają lub podsycają antagonizmy religijne. Ten film to także wezwanie do pojednania się, do jedności w wierze w Boga niezależnie od różnicy wyznań. Umożliwia nam przyjrzenie się różnym postawom ludzi wobec przemocy. Jedni doświadczywszy bezsilności, straty bliskich, okrucieństwa oprawców zbroją się i szykują odwet chcąc nim objąć nie tylko konkretnych morderców. Inni z pomocą Boga i modlitwy do Niego, rezygnując z odwetu za krzywdę, zmagają się z cierpieniem, które ich spotkało. Próbują przeniknąć jego tajemnicę, przeżyć je nie tracąc godności. Zranieni nie ranią. Aby móc w swej słabości przyjąć taką postawę, potrzebują pomocy Boga, Jego siły.
Ze względu na obraz brutalnego ataku tłumu hindusów na społeczność muzułmańską film nie był wyświetlany w Gujaracie.

## Fabuła
Ahmadabad w Gujaracie. Z wszystkich rodzin w mieście możemy się przez chwilę uważniej przyjrzeć szczęściu pewnej rodziny Parsów: Cyrusowi (Naseeruddin Shah), z miłością w niego wpatrzonej żonie Shehnaz, marzącemu o karierze krykiecisty 11-letniemu Parzanowi i 7-letniej Dilshad, dzielącej z nim marzenie o Parzanii, dziecięcej krainie pełnej domów z czekolady. Ten świat zostaje jednak pewnego dnia podpalony, rozbity maczetami przez ludzi w szafranowych szalikach. Zezwierzęcony tłum rozdziela rodzinę. Uciekając przed gwałtem i maczetą Shehnaz traci z oczu swojego synka. Dla rodziny zaczyna się czas próby – szukania, czekania, niezgody na ból, modlitwy o cud...

## Tło filmu
Gujarat. W lutym 2002 roku w pociągu z Godhry spłonęło 58 hinduskich pielgrzymów. Rozniosły się pogłoski, że za tym zdarzeniem stoi Pakistan i muzułmańscy terroryści w Indiach. Podnoszą się kolejny już raz głosy hindusów wzywające muzułmanów do tego, aby wyjeżdżali do Pakistanu. Muzułmanie poczuli strach (jedna z bohaterek filmu mówi :"Straciłam godność, dumę i bezpieczeństwo we własnym kraju, gdy usłyszałam, że Indie są ich, że mamy odejść, że mamy się wstydzić wiary w Allaha"). Ich niepokój rośnie, gdy w gazetach pojawiają się listy muzułmańskich przedsiębiorstw, z informacją o ich adresach, gdy hinduskie firmy zostają oflagowane szafranem, oznaczone, aby w celu wyłączenia ich z planowanego mordu. Niektórzy zaczynają się liczyć z pogromem. Ahmadabad. 28 lutego 2002 roku hinduscy ekstremiści zaatakowali muzułmańskie dzielnice gwałcąc, zabijając, podpalając meczet, domy i ludzi. Towarzyszy temu milcząca bierność policji. Policjantom nie wydano rozkazu, by chronili zabijanych. Policja zatrzymała ambulanse gotowe do pomocy rannym. Wojsko wkroczyło do akcji dopiero 72 godziny po wybuchu zamieszek nazwanych potem, podczas badań Komisji Obrony Praw Człowieka, zaplanowanym ludobójstwem. Dwa lata po rozprawie komisji odsunięto od władzy rządzącą partię odpowiedzialną za podsycanie konfliktów muzułmańsko-hinduskich w wyniku których tego dnia w Gujaracie zginęło 1000 osób, a 100 tysięcy straciło dach nad głową. Jednym z zaginionych jest bohater tego filmu, 10-letni Pars Azhar, na którego rodzice do dziś czekają prosząc widzów na końcu filmu o pomoc w szukaniu ich syna.
"W 2002 roku Ahmadabad, główne miasto stanu Gujarat, było sceną rozruchów na tle religijnym, w których zginęło 2500 osób. Większość ofiar stanowili muzułmanie zabici przez hinduistów. Do masakry muzułmanów doszło po tym, jak napadli oni i podpalili pociąg, w którym zginęło 60 pielgrzymów, wyznawców hinduizmu".

## Cytaty z filmu
- "Oko za oko, a cały świat oślepnie" (Gandhi)
- "Jeśli ktoś ciebie uderzy w ludzkiej naturze jest zadawanie sobie potem jeszcze większego bólu, ale to nie jest twój cel- zmierz się z tym, opisz" (guru do Amerykanina, który załamany po masakrze zaczyna się zapijać).

## Obsada
- Naseeruddin Shah... Cyrus Pithawala
- Corin Nemec ... Allan
- Sarika.... Shehnaz Cyrus Pithawala, zona Cyrusa
- Parzan Dastur... Parzan Cyrus Pithawala, synek
- Pearl Barsiwalla... Dilshad, córeczka Cyrusa i Shehnaz
- Rajendranath Zutshi ... muzułmanin Asif
- Asif Basra

## Nagrody
- 2006 National Film Awards (Indie)
- Silver Lotus Award – dla najlepszej aktorki – Sarika
- Golden Lotus Award – za najlepszą reżyserię – Rahul Dholakia